# Villeneuve-la-Comptal
Pour les articles homonymes, voir Villeneuve.
Villeneuve-la-Comptal  est une commune française située dans le nord-ouest du département de l'Aude, en région Occitanie.
Sur le plan historique et culturel, la commune fait partie du Lauragais, l'ancien « Pays de Cocagne », lié à la fois à la culture du pastel et à l’abondance des productions, et de « grenier à blé du Languedoc ». Exposée à un climat méditerranéen, elle est drainée par la Ganguise, le ruisseau de Laval Basse. La commune possède un patrimoine naturel remarquable : un site Natura 2000 (le « piège et collines du Lauragais ») et trois zones naturelles d'intérêt écologique, faunistique et floristique.
Villeneuve-la-Comptal est une commune urbaine qui compte 1 424 habitants en 2022, après avoir connu une forte hausse de la population depuis 1975. Elle appartient à l'unité urbaine de Castelnaudary et fait partie de l'aire d'attraction de Castelnaudary. Ses habitants sont appelés les Villenoviens et Villenoviennes.

## Géographie

### Localisation
Commune de l'aire d'attraction de Castelnaudary située dans le Lauragais.

### Communes limitrophes
Les communes limitrophes sont  Castelnaudary, Fendeille, Fonters-du-Razès, Mas-Saintes-Puelles et Payra-sur-l'Hers.
| Mas-Saintes-Puelles |                       | Castelnaudary |
|                     | Villeneuve-la-Comptal |               |
| Payra-sur-l'Hers    | Fonters-du-Razès      | Fendeille     |

### Hydrographie
La commune est dans la région hydrographique « Côtiers méditerranéens », au sein du bassin hydrographique Rhône-Méditerranée-Corse. Elle est drainée par la Ganguise et le ruisseau de Laval Basse, qui constituent un réseau hydrographique de 6 km de longueur totale,.
La Ganguise, d'une longueur totale de 16,7 km, prend sa source dans la commune et s'écoule du sud-est vers le nord-ouest. Elle traverse la commune et se jette dans l'Hers-Mort à Beauteville, après avoir traversé 10 communes.

### Climat
Pour des articles plus généraux, voir Climat de l'Occitanie et Climat de l'Aude.
En 2010, le climat de la commune est de type climat du Bassin du Sud-Ouest, selon une étude s'appuyant sur une série de données couvrant la période 1971-2000. En 2020, Météo-France publie une typologie des climats de la France métropolitaine dans laquelle la commune est exposée à un climat océanique altéré et est dans la région climatique Aquitaine, Gascogne, caractérisée par une pluviométrie abondante au printemps, modérée en automne, un faible ensoleillement au printemps, un été chaud (19,5 °C), des vents faibles, des brouillards fréquents en automne et en hiver et des orages fréquents en été (15 à 20 jours).
Pour la période 1971-2000, la température annuelle moyenne est de 13,3 °C, avec une amplitude thermique annuelle de 15,9 °C. Le cumul annuel moyen de précipitations est de 675 mm, avec 9,9 jours de précipitations en janvier et 5,3 jours en juillet. Pour la période 1991-2020, la température moyenne annuelle observée sur la station météorologique la plus proche, située sur la commune de Castelnaudary à 4 km à vol d'oiseau, est de 14,1 °C et le cumul annuel moyen de précipitations est de 707,4 mm,. Pour l'avenir, les paramètres climatiques de la commune estimés pour 2050 selon différents scénarios d'émission de gaz à effet de serre sont consultables sur un site dédié publié par Météo-France en novembre 2022.

### Milieux naturels et biodiversité

#### Réseau Natura 2000

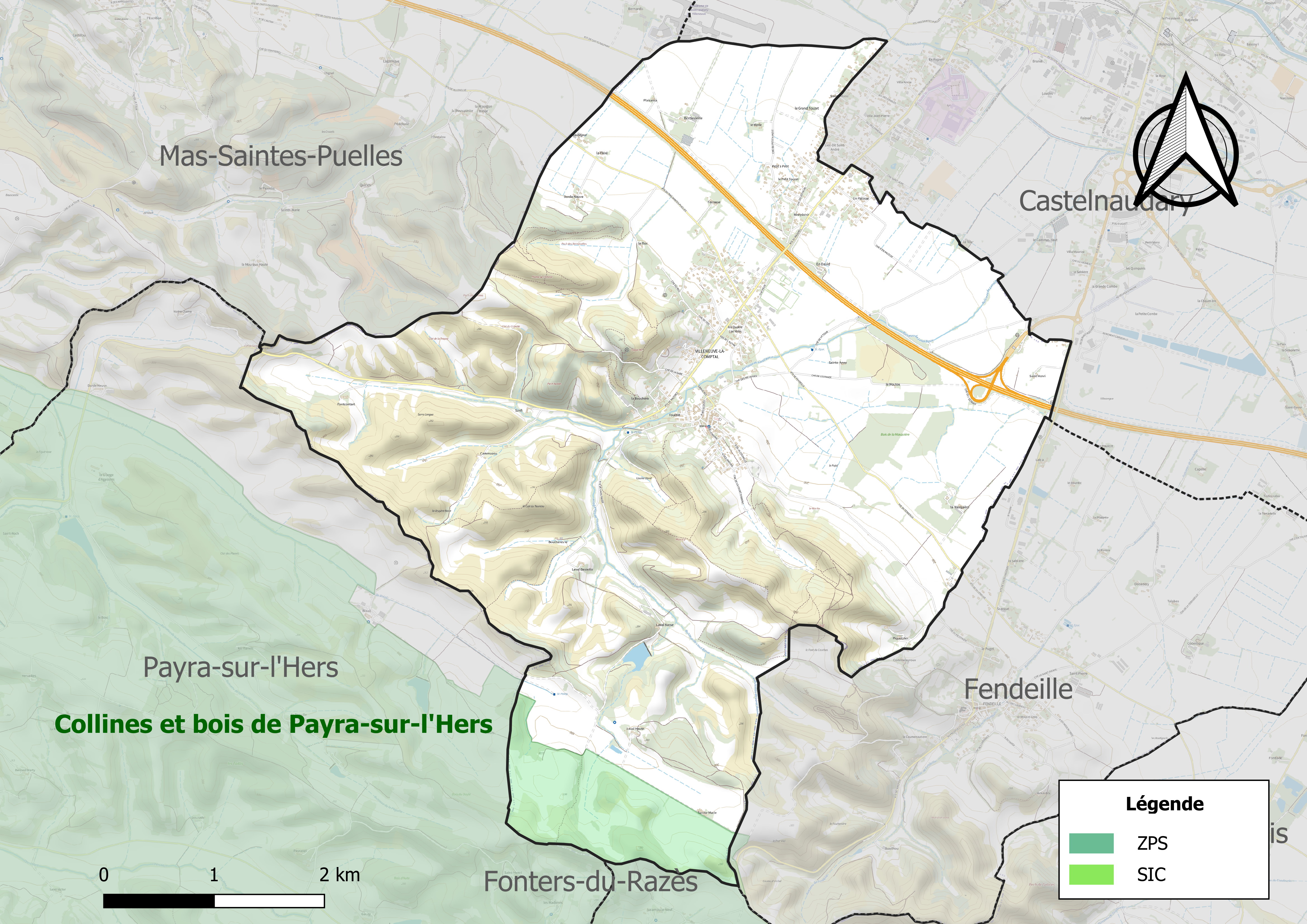
Sites Natura 2000 sur le territoire communal.

Le réseau Natura 2000 est un réseau écologique européen de sites naturels d'intérêt écologique élaboré à partir des directives habitats et oiseaux, constitué de zones spéciales de conservation (ZSC) et de zones de protection spéciale (ZPS).
Un site Natura 2000 a été défini sur la commune au titre  de la directive oiseaux : le « piège et collines du Lauragais », d'une superficie de 31 216 ha, ayant une position de transition entre la Montagne Noire et les premiers contreforts pyrénéens. On y voit donc régulièrement des espèces à grand domaine vital soit en chasse, soit à la recherche soit de sites de nidification : le Vautour fauve, l'Aigle royal, le Faucon pèlerin sont ainsi plus ou moins régulièrement observés sur le territoire concerné.

#### Zones naturelles d'intérêt écologique, faunistique et floristique
L’inventaire des zones naturelles d'intérêt écologique, faunistique et floristique (ZNIEFF) a pour objectif de réaliser une couverture des zones les plus intéressantes sur le plan écologique, essentiellement dans la perspective d’améliorer la connaissance du patrimoine naturel national et de fournir aux différents décideurs un outil d’aide à la prise en compte de l’environnement dans l’aménagement du territoire.
Une ZNIEFF de type 1 est recensée sur la commune :
les « collines et bois de Payra-sur-l'Hers » (3 061 ha), couvrant 6 communes du département et deux ZNIEFF de type 2, : 
- la « bordure orientale de la Piège » (11 102 ha), couvrant 22 communes du département[17] ;
- les « collines de la Piège » (27 918 ha), couvrant 40 communes dont 38 dans l'Aude et 2 dans la Haute-Garonne[18].

Carte des ZNIEFF de type 2 à Villeneuve-la-Comptal.
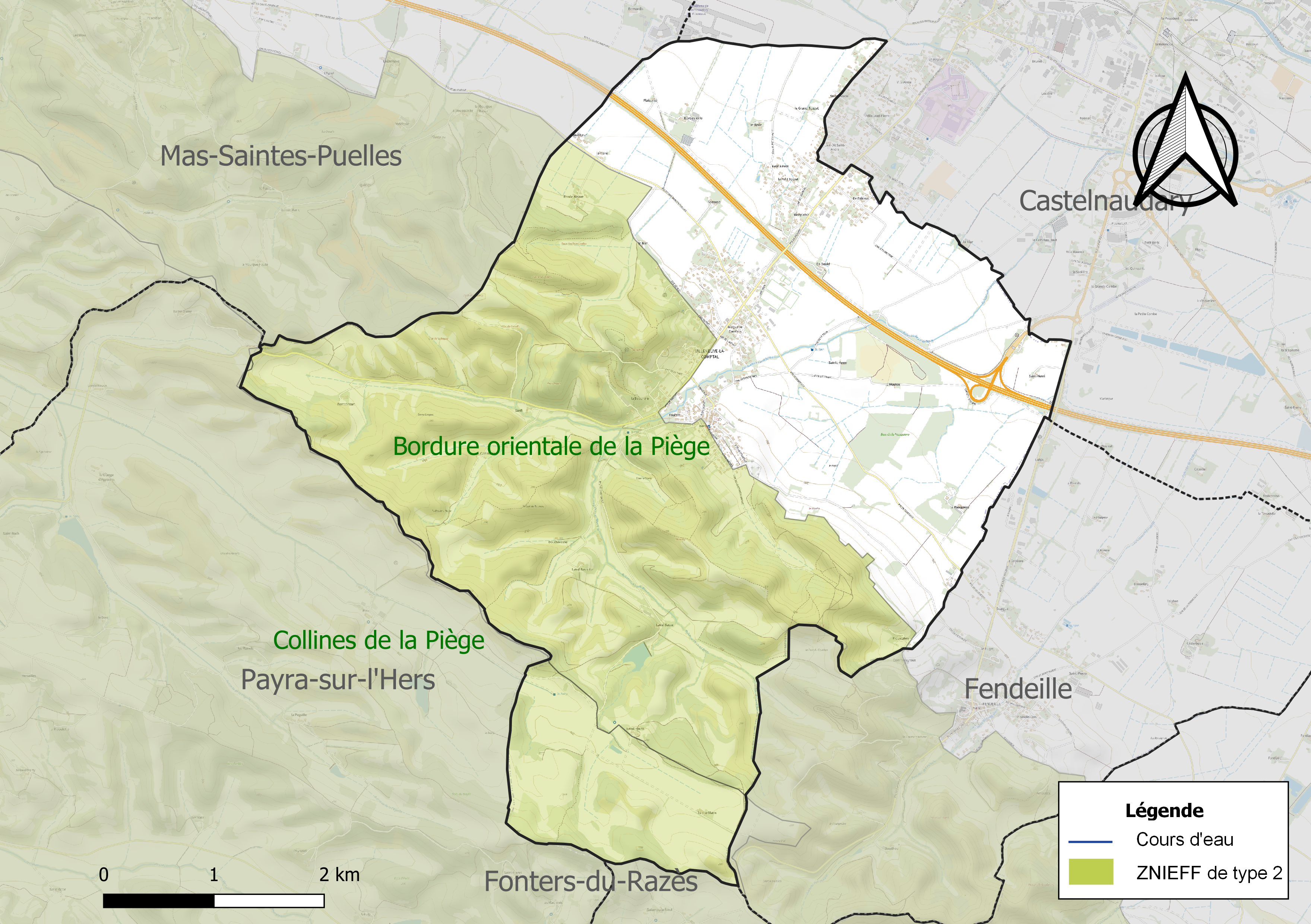
Carte des ZNIEFF de type 2 sur la commune.

## Urbanisme

### Typologie
Au 1er janvier 2024, Villeneuve-la-Comptal est catégorisée ceinture urbaine, selon la nouvelle grille communale de densité à 7 niveaux définie par l'Insee en 2022.
Elle appartient à l'unité urbaine de Castelnaudary, une agglomération intra-départementale dont elle est une commune de la banlieue,. Par ailleurs la commune fait partie de l'aire d'attraction de Castelnaudary, dont elle est une commune de la couronne,. Cette aire, qui regroupe 34 communes, est catégorisée dans les aires de moins de 50 000 habitants,.

### Occupation des sols
L'occupation des sols de la commune, telle qu'elle ressort de la base de données européenne d’occupation biophysique des sols Corine Land Cover (CLC), est marquée par l'importance des territoires agricoles (67,8 % en 2018), une proportion sensiblement équivalente à celle de 1990 (68,6 %). La répartition détaillée en 2018 est la suivante : 
terres arables (36,3 %), zones agricoles hétérogènes (31,4 %), milieux à végétation arbustive et/ou herbacée (25,6 %), zones urbanisées (6,4 %), zones industrielles ou commerciales et réseaux de communication (0,2 %). L'évolution de l’occupation des sols de la commune et de ses infrastructures peut être observée sur les différentes représentations cartographiques du territoire : la carte de Cassini (XVIIIe siècle), la carte d'état-major (1820-1866) et les cartes ou photos aériennes de l'IGN pour la période actuelle (1950 à aujourd'hui).

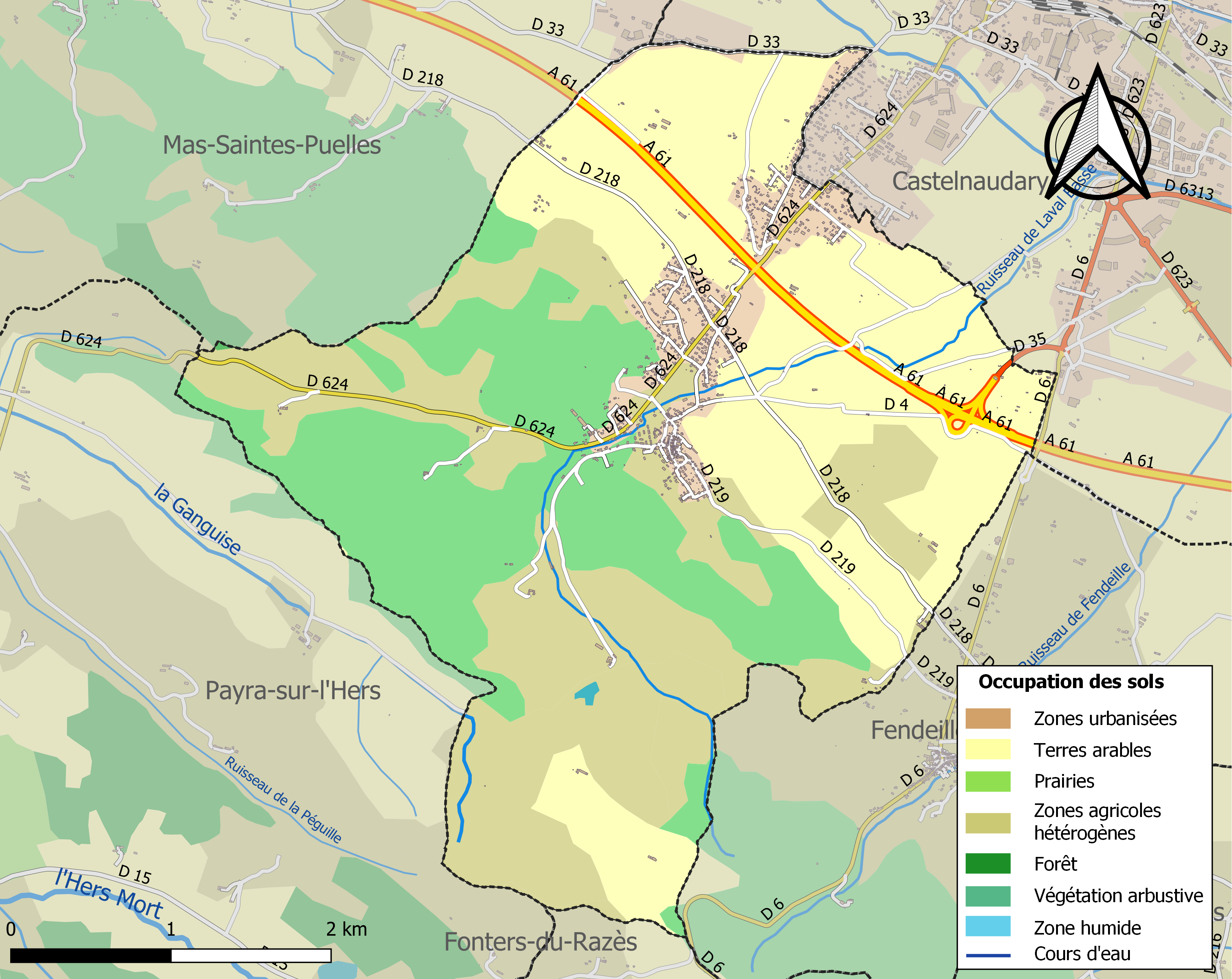
Carte des infrastructures et de l'occupation des sols de la commune en 2018 (CLC).

### Risques majeurs
Le territoire de la commune de Villeneuve-la-Comptal est vulnérable à différents aléas naturels : météorologiques (tempête, orage, neige, grand froid, canicule ou sécheresse), inondations et séisme (sismicité très faible). Il est également exposé à un risque technologique,  le transport de matières dangereuses. Un site publié par le BRGM permet d'évaluer simplement et rapidement les risques d'un bien localisé soit par son adresse soit par le numéro de sa parcelle.

#### Risques naturels
Certaines parties du territoire communal sont susceptibles d’être affectées par le risque d’inondation par débordement de cours d'eau, notamment le ruisseau de Glandes. La commune a été reconnue en état de catastrophe naturelle au titre des dommages causés par les inondations et coulées de boue survenues en 1982, 1992, 2009 et 2011,.

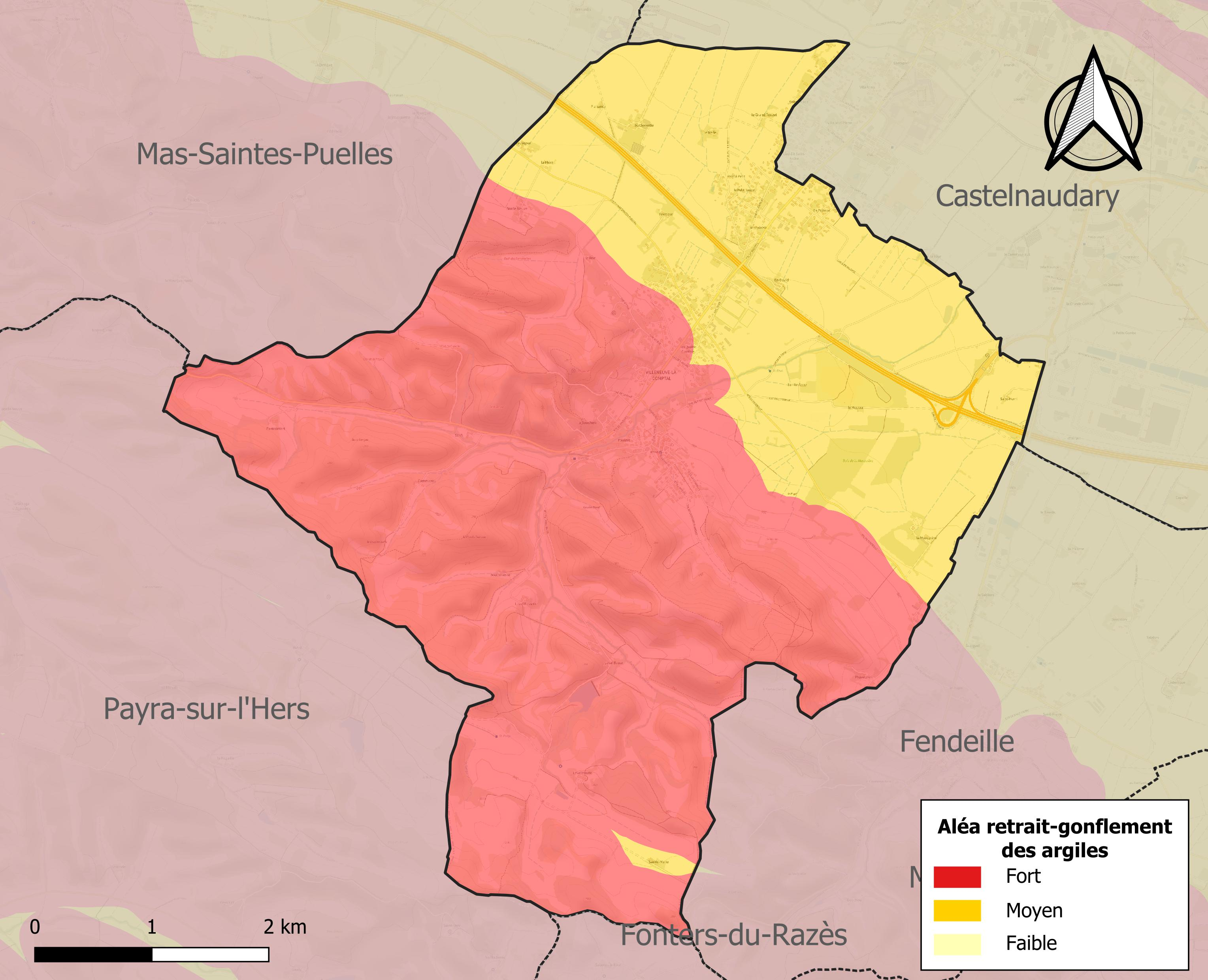
Carte des zones d'aléa retrait-gonflement des sols argileux de Villeneuve-la-Comptal.

Le retrait-gonflement des sols argileux est susceptible d'engendrer des dommages importants aux bâtiments en cas d’alternance de périodes de sécheresse et de pluie. La totalité de la commune est en aléa moyen ou fort (75,2 % au niveau départemental et 48,5 % au niveau national). Sur les 581 bâtiments dénombrés sur la commune en 2019, 581 sont en aléa moyen ou fort, soit 100 %, à comparer aux 94 % au niveau départemental et 54 % au niveau national. Une cartographie de l'exposition du territoire national au retrait gonflement des sols argileux est disponible sur le site du BRGM,.

#### Risques technologiques
Le risque de transport de matières dangereuses sur la commune est lié à sa traversée par une route à fort trafic. Un accident se produisant sur une telle infrastructure est en effet susceptible d’avoir des effets graves au bâti ou aux personnes jusqu’à 350 m, selon la nature du matériau transporté. Des dispositions d’urbanisme peuvent être préconisées en conséquence.

## Liste des maires
| Période                                  | Période      | Identité              | Étiquette | Qualité   |
| ---------------------------------------- | ------------ | --------------------- | --------- | --------- |
| mars 2001                                | mars 2008    | Alain Monod           | PS        |           |
| mars 2008                                | octobre 2009 | Alain-Georges Barbarà | PS        |           |
| novembre 2009                            | En cours     | Bernadette Studer     | SE        | Retraitée |
| Les données manquantes sont à compléter. |              |                       |           |           |

## Démographie
| 1793 | 1800 | 1806 | 1821 | 1831 | 1836 | 1841 | 1846 | 1851 |
| ---- | ---- | ---- | ---- | ---- | ---- | ---- | ---- | ---- |
| 479  | 466  | 488  | 496  | 570  | 565  | 601  | 625  | 632  |

| 1856 | 1861 | 1866 | 1872 | 1876 | 1881 | 1886 | 1891 | 1896 |
| ---- | ---- | ---- | ---- | ---- | ---- | ---- | ---- | ---- |
| 545  | 583  | 567  | 558  | 576  | 537  | 523  | 506  | 505  |

| 1901 | 1906 | 1911 | 1921 | 1926 | 1931 | 1936 | 1946 | 1954 |
| ---- | ---- | ---- | ---- | ---- | ---- | ---- | ---- | ---- |
| 425  | 419  | 417  | 365  | 348  | 330  | 320  | 339  | 303  |

| 1962 | 1968 | 1975 | 1982 | 1990  | 1999  | 2006  | 2008  | 2013  |
| ---- | ---- | ---- | ---- | ----- | ----- | ----- | ----- | ----- |
| 323  | 345  | 603  | 903  | 1 053 | 1 025 | 1 167 | 1 208 | 1 241 |

| 2018  | 2022  | - | - | - | - | - | - | - |
| ----- | ----- | - | - | - | - | - | - | - |
| 1 332 | 1 424 | - | - | - | - | - | - | - |

## Économie

### Revenus
En 2018  (données Insee publiées en septembre 2021), la commune compte 531 ménages fiscaux, regroupant 1 330 personnes. La médiane du revenu disponible par unité de consommation est de 21 200 € (19 240 € dans le département).

### Emploi
| Division       | 2008   | 2013   | 2018   |
| -------------- | ------ | ------ | ------ |
| Commune        | 6,6 %  | 9,7 %  | 7,5 %  |
| Département    | 10,2 % | 12,8 % | 12,6 % |
| France entière | 8,3 %  | 10 %   | 10 %   |

En 2018, la population âgée de 15 à 64 ans s'élève à 825 personnes, parmi lesquelles on compte 72,5 % d'actifs (65 % ayant un emploi et 7,5 % de chômeurs) et 27,5 % d'inactifs,. Depuis 2008, le taux de chômage communal (au sens du recensement) des 15-64 ans est inférieur à celui de la France et du département.
La commune fait partie de la couronne de l'aire d'attraction de Castelnaudary, du fait qu'au moins 15 % des actifs travaillent dans le pôle,. Elle compte 125 emplois en 2018, contre 153 en 2013 et 163 en 2008. Le nombre d'actifs ayant un emploi résidant dans la commune est de 545, soit un indicateur de concentration d'emploi de 22,9 % et un taux d'activité parmi les 15 ans ou plus de 55,7 %.
Sur ces 545 actifs de 15 ans ou plus ayant un emploi, 70 travaillent dans la commune, soit 13 % des habitants. Pour se rendre au travail, 90,8 % des habitants utilisent un véhicule personnel ou de fonction à quatre roues, 2,4 % les transports en commun, 3,9 % s'y rendent en deux-roues, à vélo ou à pied et 2,9 % n'ont pas besoin de transport (travail au domicile).

### Activités hors agriculture

#### Secteurs d'activités
69 établissements sont implantés  à Villeneuve-la-Comptal au 31 décembre 2019. Le tableau ci-dessous en détaille le nombre par secteur d'activité et compare les ratios avec ceux du département,.
| Secteur d'activité                                                                                        | Commune | Commune | Département |
| Secteur d'activité                                                                                        | Nombre  | %       | %           |
| --- | ------- | ------- | ----------- |
| Ensemble                                                                                                  | 69      |         |             |
| Industrie manufacturière, industries extractives et autres                                                | 5       | 7,2 %   | (8,8 %)     |
| Construction                                                                                              | 15      | 21,7 %  | (14 %)      |
| Commerce de gros et de détail, transports, hébergement et restauration                                    | 10      | 14,5 %  | (32,3 %)    |
| Activités financières et d'assurance                                                                      | 1       | 1,4 %   | (2,7 %)     |
| Activités immobilières                                                                                    | 5       | 7,2 %   | (5,2 %)     |
| Activités spécialisées, scientifiques et techniques et activités de services administratifs et de soutien | 10      | 14,5 %  | (13,3 %)    |
| Administration publique, enseignement, santé humaine et action sociale                                    | 9       | 13 %    | (13,2 %)    |
| Autres activités de services                                                                              | 14      | 20,3 %  | (8,8 %)     |

Le secteur de la construction est prépondérant sur la commune puisqu'il représente 21,7 % du nombre total d'établissements de la commune (15 sur les 69 entreprises implantées  à Villeneuve-la-Comptal), contre 14 % au niveau départemental.

#### Entreprises
Les deux entreprises ayant leur siège social sur le territoire communal qui génèrent le plus de chiffre d'affaires en 2020 sont : 
- Ent Generale En Batiment Stephane Marson, travaux de maçonnerie générale et gros œuvre de bâtiment (1 088 k€) ;
- Kani, activités des sociétés holding (22 k€).

### Agriculture
La commune est dans le Lauragais, une petite région agricole occupant le nord-ouest du département de l'Aude,. En 2020, l'orientation technico-économique de l'agriculture  sur la commune est l'exploitation de grandes cultures (hors céréales et oléoprotéagineuses).
|               | 1988 | 2000 | 2010 | 2020 |
| ------------- | ---- | ---- | ---- | ---- |
| Exploitations | 22   | 13   | 11   | 12   |
| SAU (ha)      | 887  | 574  | 671  | 643  |

Le nombre d'exploitations agricoles en activité et ayant leur siège dans la commune est passé de 22 lors du recensement agricole de 1988  à 13 en 2000 puis à 11 en 2010 et enfin à 12 en 2020, soit une baisse de 45 % en 32 ans. Le même mouvement est observé à l'échelle du département qui a perdu pendant cette période 60 % de ses exploitations,. La surface agricole utilisée sur la commune a également diminué, passant de 887 ha en 1988 à 643 ha en 2020. Parallèlement la surface agricole utilisée moyenne par exploitation a augmenté, passant de 40 à 54 ha.

## Culture locale et patrimoine

### Lieux et monuments
- Église Saints-Pierre-et-Paul de Villeneuve-la-Comptal. L'édifice est référencé dans la base Mérimée et à l'Inventaire général Région Occitanie[38].

### Premier envol de Clément Ader
En 1873, Clément Ader a effectué son premier vol maîtrisé, sous un planeur captif de son invention, sur les coteaux de Villeneuve-la-Comptal, au lieu-dit du Pech de la Citadelle. "L'Oiseau en plumes" était un planeur de 7 m d'envergure, aux ailes et à la queue articulées pour tester différentes configurations de vol, destiné à éprouver le concept de courbe universelle de sustentation d'Ader. Il a rempli son office, et aurait permis à Ader de dimensionner ses futurs avions. L'emplacement des essais est aujourd'hui signalé par une table d'orientation, maquette à l'échelle 1/3 du planeur de 1873.

### Personnalités liées à la commune
- Famille de Bernuy.

### Héraldique
| Blason de Villeneuve-la-Comptal | Blason  | De sinople à un écusson d'argent.                |
| Blason de Villeneuve-la-Comptal | Détails | Le statut officiel du blason reste à déterminer. |